# Anicetus quintanai
Anicetus quintanai är en stekelart som beskrevs av De Santis 1964. Anicetus quintanai ingår i släktet Anicetus och familjen sköldlussteklar.
Artens utbredningsområde är Peru. Inga underarter finns listade i Catalogue of Life.